# Mojstrana
Mojstrana (Duits: Meistern in der Oberkrain) is een plaats in Slovenië en maakt deel uit van de gemeente Kranjska Gora in de NUTS-3-regio Gorenjska. De plaats telde 1.088 inwoners op 1 januari 2020.
In de omgeving (ten zuiden) is de berg Triglav van 2864 meter, de hoogste berg van Slovenië. Een bekende wandelroute is de Triglavska Bistrica Trail.
De Vrata-vallei, met de schitterende Peričnikwaterval in trappen van 16 en 52 meter, eindigt onderaan de noordwand van de berg Triglav met zijn gelaagde pilaren. Bereikbaar via de weg Triglavska cesta. In de omgeving ligt de Aljavez Dom.
Heel anders is de stille en rustige Kot-vallei die onderlangs de noordwand loopt. Deze biedt de kortste weg naar de top, maar de makkelijkste is de Krma-vallei. Die vormt de oostelijke voortzetting van de Radovna-vallei, en is met de auto berijdbaar tot aan het dorp Zgornja Radovna. De acht kilometer tot aan de berghut Kovinarska koča op de berg Zasipska planina zijn in twee uur te lopen, en van daaruit is de top van de Triglav in zes à zeven uur te bereiken.

## Externe link

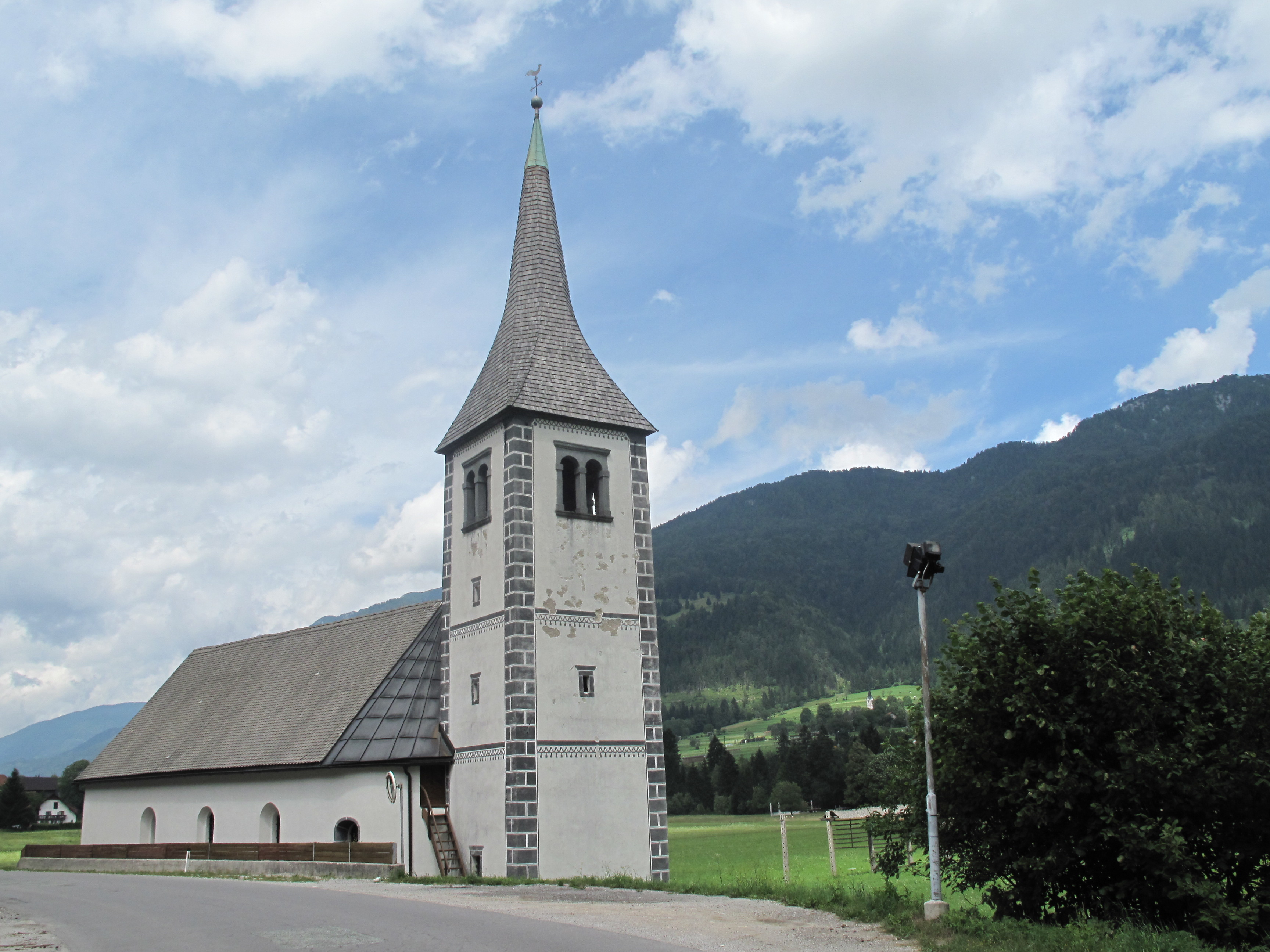
Mojstrana, kerk